# Arbeitskommando 10001
Arbeitskommando 10001, określane też jako Arbeitskommando Rückenwaldau lub Arbeitskommando Wierzbowa – niemiecki nazistowski podobóz niewolniczej pracy (filia Stalagu VIII A Görlitz), zlokalizowany na Dolnym Śląsku we wsi Wierzbowa (niem. Rückenwaldau) w powiecie bolesławieckim, gdzie w czasie II wojny światowej w latach 1944–1945 przetrzymywano alianckich jeńców, pochodzących głównie z Nowej Zelandii i Wielkiej Brytanii, w tym żołnierzy z doborowych oddziałów Long Range Desert Group.
Podobóz Arbeitskommando 10001 usytuowany był w centrum wsi Wierzbowa w pomieszczeniu obecnej świetlicy wiejskiej, połączonej z budynkiem i podwórkiem ówczesnego hotelu „Pod niemiecką Koroną Cesarską” (niem. Gasthof zur deutschen Kaiserkrone).
Przetrzymywani jeńcy, w liczbie ok. 45 osób, zatrudniani byli głównie przy niewolniczych pracach związanych z utrzymaniem przebiegającej przez wieś strategicznej wówczas magistrali kolejowej Berlin – Żagań – Legnica – Wrocław (Kolej Dolnośląsko-Marchijska).
9 lutego 1945 roku nad ranem, gdy do wsi zbliżały się już oddziały Armii Czerwonej, dozorujący obóz żołnierze niemieccy przystąpili do ewakuacji podobozu. W tym celu wyprowadzono alianckich jeńców w okolice stacji kolejowej Wierzbowa Śląska. Tam rozkazano im uciekać. Rozpoczęła się strzelanina. Kilku jeńców zginęło na miejscu, reszta oddała się w ręce nadchodzących wojsk radzieckich.
Do dziś nie zostało wyjaśnione, czy jeńcy zginęli w potyczce pomiędzy Wehrmachtem a Armią Czerwoną, czy też zostali rozstrzelani przez Niemców.